# Jasmin Minz
Jasmin Minz (bürgerlich: Jasmin Wyszka; * 27. April 1993 in Bielefeld) ist eine polnisch-deutsche Schauspielerin.

## Leben
Jasmin Minz wurde in Bielefeld geboren. Erste Schauspielerfahrungen sammelte sie im Jugendtheater Alarmtheater in Bielefeld. Sie absolvierte in den Jahren 2016 bis 2018 eine Schauspielausbildung an der ETI Schauspielschule Berlin. Im Jahr 2017 stand sie als Viola Peters für die Daily-Soap Gute Zeiten, schlechte Zeiten vor der Kamera. Außerdem war sie bei SOKO Wismar und Skylines vor der Kamera zu sehen.
Als freischaffende Schauspielerin arbeitete sie unter anderem als Coachingassistenz für und mit dem Psychologen Jörg Heidig zusammen und ist bis heute im Team von „Prozesspsychologen“. Sie arbeitete für eine Polizeischule und begleitete diverse  Einzelcoachings (u. a. an der Hochschule der Sächsischen Polizei und bei Führungskräftetrainings für das Deutsche Rote Kreuz).
Seit 2020 spielt Minz die Hauptrolle der Kim Bremer in der täglichen Serie Alles was zählt.
Minz ist verheiratet. Sie und ihr Ehemann wurden am 4. Mai 2022 Eltern eines Sohnes. Im Januar 2025 kam ihre gemeinsame Tochter zur Welt.

## Filmografie (Auswahl)
- 2017: Gute Zeiten, schlechte Zeiten
- 2019: Skylines
- seit 2020: Alles was zählt (seit Folge 3423)